# Radar (chinesische Automarke)
Radar New Energy Vehicle (Zhejiang) Co., Ltd., allgemein bekannt als Radar Auto (chinesisch 雷达汽车 Léidá qìchē) ist eine Tochtergesellschaft des chinesischen Fahrzeugherstellers Geely Holding. Die Marke produziert ausschließlich Elektrofahrzeuge.

## Details

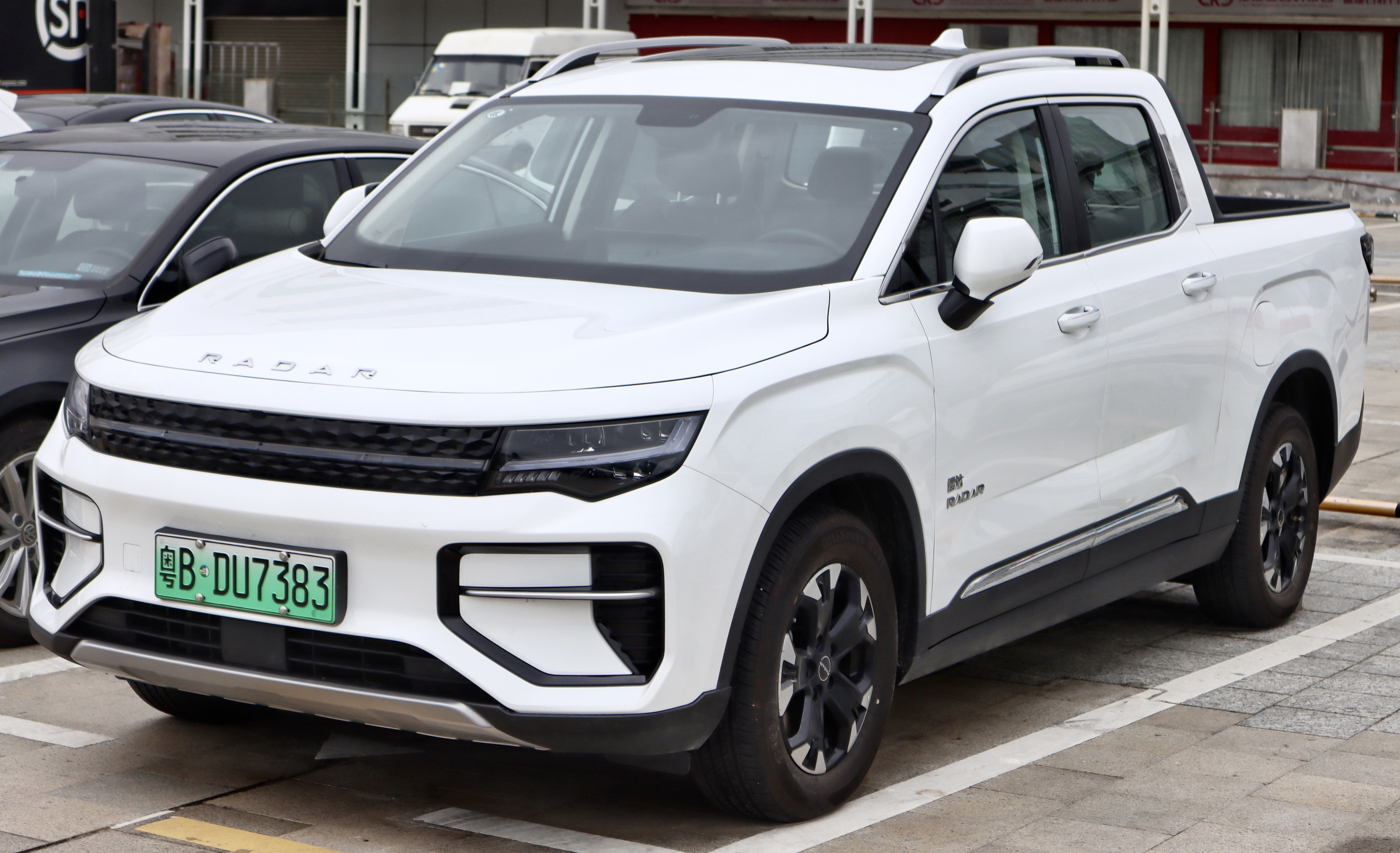
2022 Radar RD6

Radar Auto ist eine Marke, die sich auf „Lifestyle-Fahrzeuge“ mit Batterie-Elektrofahrzeugen konzentriert, und seit 2024 den Radar RD6, einen batterieelektrischen Pick-up-Truck, anbietet. In Zukunft wird Radar vier neue Autos auf den Markt bringen, darunter einen SUV, einen kleinen Pickup, einen großen SUV und einen Geländewagen (ATV).
Das Unternehmen verfügt über eine eigene Forschungs- und Entwicklungseinrichtung (F&E) in Hangzhou, Zhejiang und eine Produktionsstätte für Elektrofahrzeuge in Zibo, Shandong, wo es den RD6 herstellt.
Auf ausländischen Märkten wird Radar Auto aufgrund des markenrechtlichen Widerstands des singapurischen Reifenunternehmens Omni United, das eine Marke namens Radar Tyres hat, als „Riddara“ bekannt sein.